# Il club dei morti
Il club dei morti è un romanzo fantasy del 2008 scritto da Charlaine Harris, terzo capitolo del ciclo di Sookie Stackhouse.
In questo romanzo la cameriera telepatica Sookie Stackhouse si reca nel Mississippi alla ricerca del fidanzato vampiro Bill Compton. Nelle sue ricerche viene aiutata dall'affascinante lupo mannaro Alcide Herveaux e dal vampiro vichingo Eric Northman.
Pubblicato negli Stati Uniti nel maggio 2003, è stato pubblicato in italiano per la prima volta nel 2008.
Dal romanzo è stata tratta la terza stagione della serie televisiva della HBO True Blood.

## Trama
Bill sta da tempo lavorando ad un progetto, passando molto tempo davanti al computer, trascurando così la sua fidanzata Sookie. Il vampiro tiene all'oscuro Sookie dei suoi progetti, dicendole solamente che deve recarsi a Seattle per lavoro. Qualche giorno dopo Sookie e il suo capo Sam vengono attaccati da un lupo mannaro, ma il provvidenzale arrivo di Bubba, incaricato da Eric di proteggere Sookie, li salva uccidendo l'aggressore. Più tardi Eric, Pam e Chow informano Sookie che Bill si è recato nel Mississippi perché è stato convocato da Lorena, la sua creatrice. Eric informa Sookie che la regina della Louisiana è all'oscuro della scomparsa di Bill e deve ritrovarlo al più presto per non compromettere il suo progetto, inoltre Eric la informa che ritiene che Bill si trovi nel Mississippi, dove è stato tradito e torturato proprio da Lorena. Eric non può interrogare gli umani e i vampiri dell'area che sono sotto la protezione del re vampiro del Mississippi Russell Edgington, così chiede a Sookie di recarsi a Jackson per ascoltare i pensieri dei dipendenti umani del re. Nonostante creda che Bill l'abbia tradita, Sookie accetta.
Il giorno successivo il lupo mannaro Alcide Herveaux, incaricato da Eric a causa di un vecchio debito di gioco di suo padre, accompagna Sookie a Jackson, aiutandola a muoversi tra la comunità sovrannaturale della città. Durante il suo soggiorno a Jackson, Sookie viene ospitata nell'appartamento di Alcide, stringendo presto con lui un profondo legame. Assieme ad Alcide, Sookie si reca ad un locale chiamato Josephine's (conosciuto anche come Club Dead) frequentato da una ricca comunità sovrannaturale composta da vampiri, mannari e mutaforma. Lì, Sookie viene a conoscenza che Bill è tenuto prigioniero e che Russell Edgington potrebbe essere coinvolto nella vicenda. Successivamente incontra personalmente Russell, quando rifiuta le pesanti avances del lupo mannaro Jerry Falcon. Nella stessa sera incontra anche Debbie Pelt, l'ex fidanzata di Alcide, che si dimostra estremamente contrariata nel vedere l'ex fidanzato con un'altra donna. Il giorno seguente Sookie e Alcide trovano il cadavere di Jerry Falcon nel ripostiglio dell'appartamento di Alcide, decidono di disfarsi del corpo abbandonandolo in aperta campagna.
La notte seguente, Sookie torna al Club Dead, dove incontra l'amica Tara assieme ad un vampiro di nome Franklyn Mott, ma la piacevole serata viene rovinata quando Sookie si accorge della presenza nel locale di Steve Newlin e di un altro fanatico della Confraternita del Sole. Allo scopo di salvare la vita a Betty Joe Pickard, comandante in seconda di Edgington, Sookie rimane gravemente ferita, trafitta ad un fianco da un paletto destinato a Betty Joe. Mentre Alcide, trasformatosi in lupo rincorre Newlin, Sookie viene soccorsa e portata nella lussuosa villa di Russell, dove viene curata. Poco dopo Eric, sotto mentite spoglie, si presenta a casa di Edgington per aiutare Sookie, donandogli il proprio sangue allo scopo di accelerare la sua guarigione. Bubba, che ha seguito Sookie da Bon Temps a Jackson, la informa che Bill è stato torturato e che si trova prigioniero nell'edificio a fianco alla tenuta di Edgington.
Durante il giorno, mentre i vampiri dormono e le guardie mannare riposano, Sookie riesce a liberare Bill ma deve combattere contro Lorena, riuscendo ad uccidererla con un paletto appuntito. Sookie chiude il malconcio Bill nel bagagliaio dell'auto e riesce ad uscire inosservata dalla tenuta di Russell Edgington. Arrivata nel parcheggio del palazzo dove si trova l'appartamento di Alcide, Sookie viene spinta nel bagagliaio da Debbie Pelt. Rimane imprigionata nel bagagliaio assieme a Bill, che verso il crepuscolo si risveglia affamato ed indebolito dalle settimane di prigionia. Inconsciamente egli si nutre del sangue di Sookie arrivando quasi a stuprarla. Sookie decide di tornare a Bon Temps e chiede a Eric di accompagnarla, ma i guai per lei non sono finiti: prima lei e Eric rimangono coinvolti in una rapina ad un distributore, dove Eric rimane ferito, poi viene ferocemente picchiata da un gruppo di mannari, credendola coinvolta nella morte di Jerry Falcon. Viene salvata dal tempestivo arrivo di Eric e Bill, che uccidono tutti i mannari. Dopo un periodo di convalescenza Sookie rincontra Alcide e i due si ripromettono di tenersi in contatto. Successivamente Bubba rivela di essere stato lui ad uccidere Jerry Falcon, quando lo aveva sorpreso nell'appartamento di Alcide. Stanca di vivere in mezzo ad omicidi e creature sovrannaturali e stanca del dualismo tra Bill e Eric, Sookie decide di togliere l'invito ad entrare in casa sua ad entrambi.

## Personaggi

### Principali
- Sookie Stackhouse – Protagonista del romanzo, cameriera con il dono della telepatia che lavora al Merlotte's nella piccola cittadina di Bon Temps. In questo romanzo si mette alla ricerca del fidanzato vampiro rapito nel Mississippi.
- Eric Northman – Potente vampiro, sceriffo dell'Area 5. È proprietario di un locale per vampiri chiamato Fangtasia.
- Alcide Herveaux – Lupo mannaro che aiuta Sookie nella ricerca di Bill, rapito a Jackson, Mississippi. Tra lui e Sookie nasce un forte attrazione.
- Bill Compton – Vampiro centenario fidanzato con Sookie. Le vicende di questo romanzo ruotano attorno al suo rapimento.

### Secondari
- Sam Merlotte – Proprietario del Merlotte's, dove lavora Sookie. Egli è un mutaforma.
- Russell Edgington – Re vampiro del Mississippi.
- Talbot – Amante di Russell Edgington.
- Tara Thornton – Amica di Sookie. Le due si rincontra al Club Dead, quanto Tara sta frequentando il vampiro Franklyn.
- Bubba – Vampiro incaricato di proteggere Sookie in diverse occasioni.
- Debbie Pelt – Ex fidanzata gelosa di Alcide. È una mutaforma.
- Betty Jo Pickard – Comandante in seconda di Russell Edgington.
- Janice Herveaux Phillips – Sorella di Alcide. Proprietaria di un centro estetico.
- Franklin Mott – Vampiro, compagno di Tara.
- Pam – Vampira, assistente di Eric.
- Lorena – Vampira, creatrice di Bill. Tiene prigioniero Bill allo scopo di rubargli il suo progetto, viene uccisa da Sookie durante la liberazione di Bill.
- Jason Stackhouse – Fratello di Sookie.
- Jerry Falcon – Membro della banda di mannari di Jackson. Viene trovato morto nell'appartamento di Alcide.
- Terrence – Lupo mannaro e capo dei mannari di Jackson.

## Opere derivate
Dal romanzo è stata tratta la terza stagione della serie televisiva della HBO True Blood.

## Edizioni
- Charlaine Harris, Il club dei morti, traduzione di Annarita Guarnieri, Delos Books, 2008,  p. 299, ISBN 978-88-95724-27-0.
- Charlaine Harris, Il club dei morti, traduzione di Annarita Guarnieri, Fazi Editore, 2010,  p. 286, ISBN 978-88-7625-061-3.